# Francisco Primo de Verdad
Francisco Primo de Verdad y Ramos (Ciénega del Rincón, 1760. június 9. – Mexikóváros, 1808. október 4.) ügyvéd, a mexikói függetlenségi háború egyik előfutára volt, már 1808-ban sürgette, hogy Új-Spanyolország irányítását egy külön, a nép képviseletében működő kormány vegye át az alkirály irányítása alatt.

## Élete
1760-ban született egy Ciénega del Rincón nevű településen, melyet később Ciénega de Matának neveztek, majd az ő tiszteletére Francisco Primo de Verdadra keresztelték át. Apja a guadalajarai származású José Pieiro Verdad volt, anyja a nayariti (compostelai) Antonia Fructuosa Ramos.
Először a mexikóvárosi Colegio de San Ildefonso iskolába járt, majd ugyanitt jogi egyetemet végzett. Tagja lett a Coledio de Abogados ügyvédi szervezetnek és 1805-től Mexikóváros városvezető testületének is. 1787. augusztus 15-én vette feleségül Rita de Moya y Castillót, egy fiuk és egy lányuk született: José María és María Guadalupe.
Az Ibériai-félsziget francia megszállása, VII. Ferdinánd és IV. Károly foglyul ejtése után 1808-tól kezdve Spanyolország városaiban sorra szerveződtek a helyi önkormányzatok szerepét átvevő franciaellenes junták, majd szeptemberben Madridban megalakult az ezeket összefogó Junta Central Suprema (Legfelsőbb Központi Junta) is. Az események híre Új-Spanyolországba július–augusztus során jutott el. A helyiek többnyire támogatták a franciaellenes harcot, hűségesek voltak VII. Ferdinándhoz, de amikor hírt kaptak a juntákról, többen saját hasonló szervezkedésekbe kezdtek.

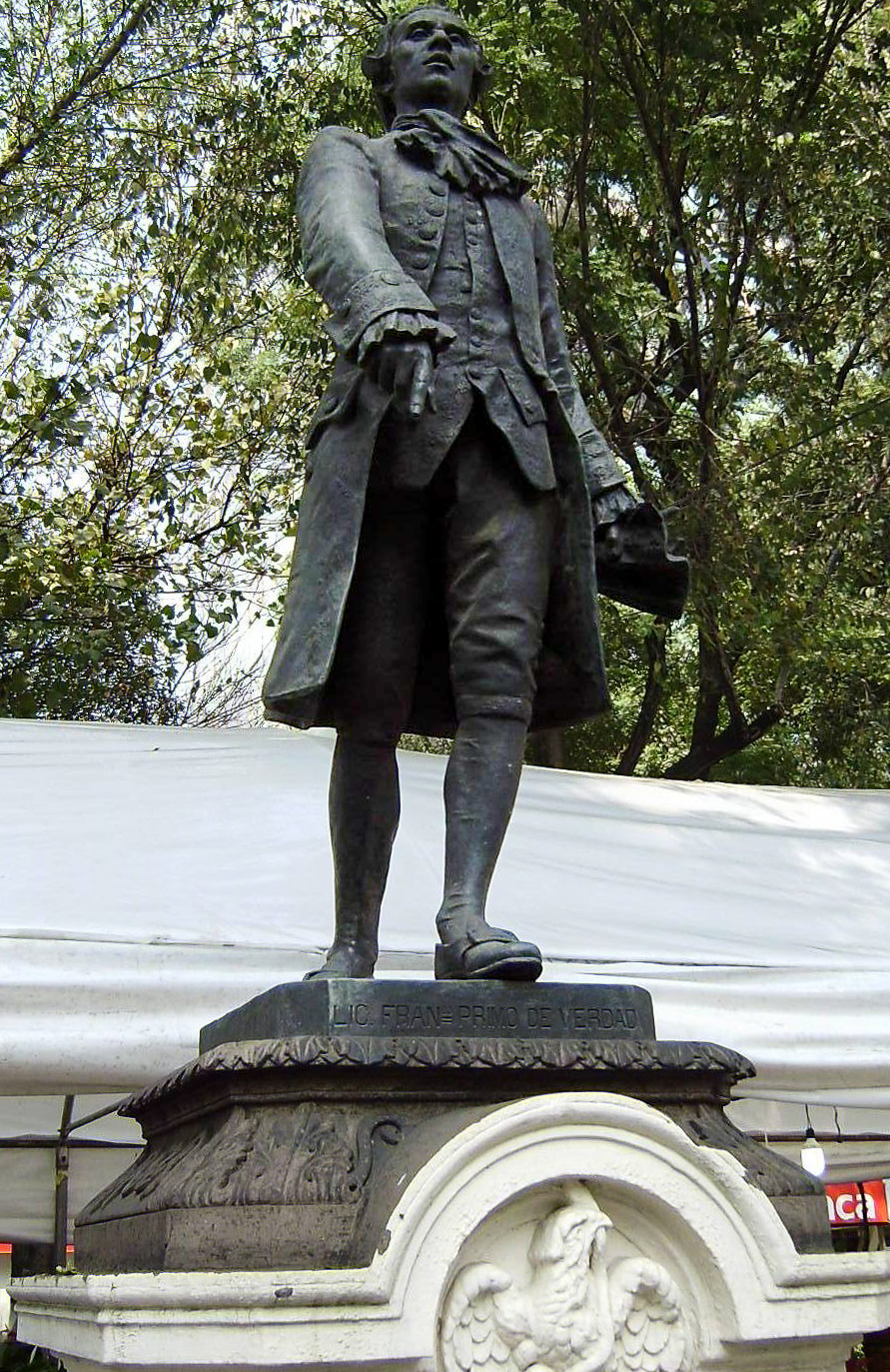
Primo de Verdad szobra a mexikóvárosi Paseo de la Reforma sugárúton

A kreol értelmiség egy része, élükön Melchor de Talamantesszel, Juan Francisco Azcárate y Lezamával és Francisco Primo de Verdaddal, hamarosan kiadta a Representación című írást, melyben azt sürgették, hogy ne ismerjenek el más uralkodót, csak a Bourbon-házból származókat (jelesül a foglyul ejtett VII. Ferdinándot), de mivel ő most nem képes az országot irányítani, ezért azt is követelték, hogy Új-Spanyolországban a hatalmat egy, a nép képviseletében tevékenykedő kormányzat vegye át José de Iturrigaray alkirály irányítása alatt. Bár a Spanyolországtól való függetlenséget nem mondták ki nyíltan, a spanyolok mégis ezt vélték látni a tervek mögött, ezért hallani sem akartak az egészről, az inkvizíció még be is tiltotta az olyan írások olvasását, melyek hasonló követeléseket fogalmaztak meg. Szeptember 15-én vagy 16-án egy csapat fegyveres Gabriel de Yermo vezetésével megtámadta az alkirályi palotát és foglyul ejtette Iturrigarayt, annak családját, Azcáratét és magát Primo de Verdadot is, néhány óra múlva pedig a spanyol Real Audiencia új alkirálynak Pedro de Garibayt nevezte ki.
Primo de Verdadot eretnekké nyilvánították és az érsekség börtönébe zárták, ahol október 4-ére virradóra holtan találták meg. Halálának oka ma sem ismert: lehet, hogy baleset érte, megmérgezték vagy valakik cellájában felakasztották. Barátai temették el a Guadalupe-szentély kápolnájában.
Később, amikor már a függetlenség hirdetőit hősként tisztelték Mexikóban, Primo de Verdad is kapott egy szobrot a mexikóvárosi Paseo de la Reforma sugárúton, halálának százéves évfordulóján pedig az addigi Santa Teresa utcát (ahol börtöne állt) az ő nevére nevezték át.